# Peter Luts
Peter Luts (Heusden-Zolder, 14 december 1971) is een Belgische dj en producer. 

## Levensloop
Luts is onder meer bekend van de danceformatie Lasgo, maar hij maakt ook zijn eigen muziek en produceert voor andere artiesten, zoals Ian Van Dahl (tegenwoordig AnnaGrace) en vroeger Astroline. Daarnaast maakt hij ook mixen van nummers van andere artiesten.

## Discografie

### Albums
| Album met hitnotering(en) in de Vlaamse Ultratop 200 albums | Datum van verschijnen | Datum van binnenkomst | Hoogste positie | Aantal weken | Opmerkingen |
| ----------------------------------------------------------- | --------------------- | --------------------- | --------------- | ------------ | ----------- |
| My playlist                                                 | 12-04-2010            | -                     |                 |              |             |

### Singles
| Single met eventuele hitnotering(en) in de Nederlandse Top 40 | Datum van verschijnen | Datum van binnenkomst | Hoogste positie | Aantal weken | Opmerkingen                                      |
| ------------------------------------------------------------- | --------------------- | --------------------- | --------------- | ------------ | ------------------------------------------------ |
| One                                                           | 2007                  | -                     |                 |              | met Barbara Tucker / Nr. 45 in de Single Top 100 |
| On my own                                                     | 31-03-2008            | -                     |                 |              | met Basto! / Nr. 75 in de Single Top 100         |
| Burning                                                       | 26-01-2009            | -                     |                 |              | Nr. 85 in de Single Top 100                      |
| Sexy girl                                                     | 27-04-2009            | 27-06-2009            | 33              | 4            | als Groovewatchers / Nr. 52 in de Single Top 100 |
| The rain                                                      | 22-02-2010            | 20-03-2010            | tip4            | -            | Nr. 62 in de Single Top 100                      |
| Hands up                                                      | 20-06-2011            | 25-06-2011            | tip12           | -            | met Lynn Larouge                                 |
| Cayo                                                          | 12-12-2011            | 14-01-2012            | tip18           | -            |                                                  |

| Single met hitnotering(en) in de Vlaamse Ultratop 50 | Datum van verschijnen | Datum van binnenkomst | Hoogste positie | Aantal weken | Opmerkingen                       |
| ---------------------------------------------------- | --------------------- | --------------------- | --------------- | ------------ | --------------------------------- |
| Don't go                                             | 2004                  | 30-10-2004            | tip17           | -            | met Nivelle                       |
| Nana song                                            | 2005                  | 26-02-2005            | 34              | 5            | als Groovewatchers                |
| Up & down                                            | 2005                  | 09-07-2005            | tip2            | -            | als Groovewatchers                |
| Who's that girl                                      | 2005                  | -                     |                 |              | met Dave Beyer                    |
| Love is the message                                  | 2005                  | 02-07-2005            | 16              | 7            | Titelsong van de City Parade 2005 |
| Scared of yourself                                   | 2009                  | 09-04-2005            | 3               | 13           | Remix van Zornik                  |
| What a feeling                                       | 2006                  | 02-12-2006            | tip3            | -            | met Dominico                      |
| One                                                  | 2007                  | 27-10-2007            | tip4            | -            | met Barbara Tucker                |
| On my own                                            | 2008                  | 12-04-2008            | 31              | 11           | met Basto!                        |
| Burning                                              | 2009                  | 21-02-2009            | 41              | 2            |                                   |
| The rain                                             | 2010                  | 27-03-2010            | 7               | 10           |                                   |
| Can't fight this feeling                             | 2010                  | 20-11-2010            | 28              | 5            | met Jerique                       |
| We all are dancing                                   | 21-02-2011            | 19-03-2011            | 25              | 5            | Remix van Yoav                    |
| Hands up                                             | 2011                  | 25-06-2011            | 44              | 3            | met Lynn Larouge                  |
| Cayo                                                 | 2011                  | 07-01-2012            | tip80           | -            |                                   |
| Everyday                                             | 20-04-2012            | 21-04-2012            | 25              | 5            |                                   |
| One more night                                       | 2013                  | 19-01-2013            | tip8            | -            |                                   |
| Turn up the love                                     | 2013                  | 31-08-2013            | 20              | 4            | met Eyelar                        |

## MNM
Sinds januari 2009 is Peter Luts ook actief als dj op de radiozender MNM in het programma MNM Dance. In 2009 was hij iedere zaterdagavond te horen van tien uur 's avonds tot middernacht, vanaf 2010 is dat op vrijdagavond van elf uur 's avonds tot één uur 's nachts. Het programma bestaat voornamelijk uit hedendaagse dancemuziek. Sinds de zomer van 2015 wordt dit programma niet meer uitgezonden.